# Advanced Audio Distribution Profile
Advanced Audio Distribution Profile（A2DP）は音声配信のためのBluetoothプロファイルである。

## 概要
A2DPでは、モノラルもしくはステレオの音声データを、ACLチャンネル上に高品質にストリーミング配信するための手順や、使用する他のBluetoothプロファイル・Bluetoothプロトコルなどが定義されている。ただし、サラウンドサウンドの配信については定義の範囲外となる。
A2DPでは伝送に必要なカプセリング化方式のみを規定しており、ペイロードとなる音声の圧縮に使用するコーデックは自由に規定することが可能となっている。A2DPの規格で実装を必須としているのはSBC (下記参照) であり、これ以外に過去多くの製品に実装されたコーデックとして、MP3オーディオ、AAC（MPEG-2/4 AAC）、ATRAC、aptX、LDACなどがある。また、特徴的な実装として、サムスン社製の一部のスマートフォンおよびBluetoothイヤホンにおいてはサムスン独自のコーデックを実装し、同社製同士である場合に高音質な再生品質が得られることをアピールする事例もある。

## ユースケース
具体的なユースケースとして、デジタルオーディオプレーヤーからヘッドフォンまでのオーディオデータのストリーミングがあげられる。このとき、ストリーミング配信側（デジタルオーディオプレーヤー）をソース（SRC）、ストリーミング受信側（ヘッドフォン）をシンク(SNK）と呼ぶ。なお、ひとつのSRCに対し、複数のSNKを同時に利用することはできない。例述すると、1台のデジタルオーディオプレイヤーAが存在し、Aとペアリング設定が完了しているヘッドフォンが2台存在する（それぞれB、Cとする）とき、A-B間のストリーミングとA-C間のストリーミングを同時に行うことはできない。
実際のA2DPの動作は、SRCからSNKまでのオーディオデータストリームのセットアップ、制御、操作である。たとえば、SRCの操作（デジタルオーディオプレーヤーに対するリモートコントロール）などはこのプロファイルの定義範囲に含まれない。

## 他プロファイルとの関連・依存
A2DPは、GAVDPとGAPに依存している。

### SBC (コーデック)
Low Complexity Subband Coding (英語版) (略称: SBC) はオーディオコーデックの一種である。A2DP仕様内において定義されている。